# Assa (Marokko)
Assa (arabisch آسا, DMG Āsā; Taschelhit ⴰⵙⵙⴰ) ist eine etwa 15.000 Einwohner zählende Stadt in der Provinz Assa-Zag in der Region Guelmim-Oued Noun im Südosten Marokkos.

## Lage und Klima
Die Stadt Assa liegt im äußersten Südosten Marokkos am Schnittpunkt der Nationalstraßen RN17 und RN21 in einer Höhe von ca. 315 m. Die nur wenig kleinere Nachbarstadt Zag befindet sich etwa 80 km (Fahrtstrecke) südlich. Das Klima ist wüstenartig; der äußerst spärliche Regen (ca. 80 mm/Jahr) fällt nahezu ausschließlich im Winterhalbjahr.

## Bevölkerung
| Jahr      | 1994 | 2004   | 2014   | 2024   |
| Einwohner | 8323 | 12.905 | 14.570 | 15.601 |

Die Bevölkerung besteht in der Hauptsache aus in den letzten Jahrzehnten des 20. Jahrhunderts zugewanderten Berbern. Man spricht den regionalen Berberdialekt, Marokkanisches Arabisch, Französisch und auch etwas Englisch.

## Wirtschaft
Die Kleinstadt dient vorrangig dem Personen- und Schwerlastverkehr auf der Landstraße als Raststation. Wegen der nahen Grenze zu den umstrittenen Westsahara-Gebieten bzw. zu Algerien ist in den letzten Jahrzehnten des 20. Jahrhunderts eine gewisse militärische Bedeutung hinzugekommen.

## Geschichte
Assa war eine kleine Oase im ansonsten nahezu menschenleeren Süden Marokkos, die erst nach der Unabhängigkeit des Landes (1956) an Bedeutung zunahm.